# Mantispa lineolata
Mantispa lineolata is een insect uit de familie van de Mantispidae, die tot de orde netvleugeligen (Neuroptera) behoort. 
Mantispa lineolata is voor het eerst wetenschappelijk beschreven door Westwood in 1852.